# Chlorophorus sulcaticeps
Chlorophorus sulcaticeps là một loài bọ cánh cứng trong họ Cerambycidae.